# Troy Hearfield
Troy Hearfield (* 31. Oktober 1987 in Tamworth, Australien) ist ein australischer Fußballspieler. Der Offensivspieler steht seit 2011 beim A-League-Klub Central Coast Mariners unter Vertrag.

## Karriere
Hearfield wurde von 2004 bis 2006 am Australian Institute of Sport gefördert und unterschrieb im Anschluss einen Vertrag beim A-League-Klub Newcastle United Jets. In seiner ersten Saison kam er nach einigen Einsätzen im Pre-season Cup erst in den Finals, in denen Newcastle im Preliminary Final scheiterte, als Einwechselspieler wieder zum Einsatz. In seiner zweiten Saison bei Newcastle wurde er regelmäßiger eingesetzt und gewann mit dem Klub die australische Meisterschaft. Im Finale gegen die Central Coast Mariners stand er aber nicht im Aufgebot.
Ende März 2008 verließ er Newcastle und wechselte zum Ligakonkurrenten Wellington Phoenix. Sein erstes Ligator gelang ihm gegen seinen früheren Klub Newcastle.
Hearfield nahm mit der australischen U-20-Auswahl an der U-19-Fußball-Asienmeisterschaft 2006 in Indien teil und erreichte dabei das Viertelfinale. Zwischen 2007 und 2008 spielte er insgesamt vier Mal für die Olympiaauswahl Australiens, wurde aber nicht in das Aufgebot für die Olympischen Sommerspiele 2008 in China berufen.

## Erfolge
- Australischer Meister: 2007/08